# Eusphalerum primulae
Eusphalerum primulae är en skalbaggsart som först beskrevs av Stephens 1834.  Eusphalerum primulae ingår i släktet Eusphalerum, och familjen kortvingar. Arten har ej påträffats i Sverige.